# パワーレンジャー・ターボ
『パワーレンジャー・ターボ』 (Power Rangers: Turbo) は、アメリカ合衆国のテレビドラマ。日本の特撮作品「スーパー戦隊シリーズ」の英語版ローカライズとして制作された特撮テレビドラマシリーズパワーレンジャーシリーズの第5シーズンであり、第3作目にあたる。今作は1996年に放送された『激走戦隊カーレンジャー』がベースとなっている。1997年4月19日から同年11月24日までフォックス放送内のFox Kidsで放送された。日本においては、スーパーチャンネルにて1999年9月から2000年2月14日にかけて放送された。全45話。

## ストーリー
パワーレンジャーによって結婚式を妨害された女宇宙海賊ディバトックスが、復讐と地球侵略のために動き出した。新たな仲間ジャスティンを加えたパワーレンジャーはこれに立ち向かう。これまで共に戦ってきたゾードンとアルファ5がエルター星に帰り、代わってディミトリアとアルファ6が着任し、レンジャーたちを導く。戦いのさなか、未来からロボット警官ブルーコマンダーが現れる。彼は宇宙征服のため、これまでパワーレンジャーが戦って来た悪の猛者たちが手を結んだことを知らせるためにやってきたが、メッセージはディミトリアに伝わらず、ディバトックスのみ知ることになる。戦いの中でトミーたち4人はレンジャーの使命を新たなメンバーT.Jらに託し、去っていった。新たなパワーレンジャーは謎の戦士ファントムレンジャーによりレスキューゾードを授けられ、ディバトックスのモンスターを打ち破っていく。ある日、エルター星が悪の軍団に襲われたという連絡が地球に来る。ゾードンを救うため、ディミトリアとブルーコマンダーは去っていった。その直後、パワーレンジャーの基地の場所を知ったディバトックスの大軍団が襲来。基地を破壊され、変身能力も失ってしまう。そこに、宇宙の悪を統べる皇帝ダーク・スペクターの使者が現れ、ゾードンを捕らえた祝いのパーティーにディバトックスも参加するように命じる。T.Jたちは命令に従って宇宙に戻っていくディバトックスを追い、ゾードンを救うためにNASADAのスペースシャトルを借り受けて宇宙に向かって行った。ただ1人、父親と暮らすことを選択したジャスティンを除いて。

## 概要
パワーレンジャー・ジオに続くシリーズ第3弾だが、ストーリーは映画『パワーレンジャー・ターボ・映画版・誕生!ターボパワー』から引き継いでいる。
戦闘シーンは現地で撮影されたものが中心となっている。これは原作にコミカルなアクションが多いことや、戦闘員ワンパーのデザインがヒーローと混同されやすいと判断されたためとされる。原作では巨大化する際に芋羊羹を使用していたが、飲食物で巨大化するのはドラッグを連想させるという理由で巨大化の際には魚雷が使われる。
学園ドラマを主体とし、「敵が現れたから戦う」と言った単純なストーリーだったパワーレンジャーシリーズだが、本作品の後半からシリーズ全体のストーリーを作るなどしている。本作時期から原作の内容を主要スタッフが確認する際、坂本浩一による同時通訳が行われるようになり、これまでの原作の内容を理解せずに俳優が映っていない映像のみを抜き出して使用する制作法から、ストーリー面においても原作の影響が入るようになった。坂本浩一は本作品がパワーレンジャーの第1期最終作品としている。
1作目から登場しているゾードンやトミーなどが本作品の途中で降板となり、レギュラーキャラクターの一新が図られた。ロッキー役のスティーブ・カーデナスによれば、レギュラー出演者の契約が本作品で終了することは最初から告知されていたとされる。
本作品からフィギュアのサイズ表記が5.5インチから5インチに変更された。アッパーデックとバンダイの提携によるトレーディングカードが展開され、他にカジリオンに変わる展開として、レンジャーのフィギュアとカードがセットになったトレーディングカードセットという商品が展開された。

## 登場人物

### パワーレンジャー・ターボ
前期は前作の『パワーレンジャージオ』に登場した4人が引き続いて登場し、新たなブルーレンジャーとしてジャスティンが加わり、後期はブルー以外の4人が自分の人生を歩むために引退し、新たに4人の新メンバーの追加がされた。
トーマス"トミー"オリバー/レッドレンジャー（レッドレーサー）
リーダー。高校を一足早く卒業し、叔父のレースチームでテストドライバーを務める。T.Jにパワーを託して引退。
ジャスティン・スティワート/ブルーレンジャー（ブルーレーサー）
高校への編入試験を受けて合格し、飛び級で高校に進学してきた天才少年。家を離れて仕事をしている父親を思って寂しがるなど、年相応の振る舞いも見せる。最後の戦いの後、地球に残って父親と暮らすことを選択。宇宙に旅立つ仲間たちを見送った。
アダム・パーク/グリーンレンジャー（グリーンレーサー）
サブリーダー。高校卒業後はスタントマンになり、遊園地でアトラクションショーの仕事をしている。他にもエンジェルクローブ高校のサッカー部のコーチもしている。カルロスにパワーを託して引退。
ターニャ・スローン/イエローレンジャー（イエローレーサー）
高校卒業後は、前作でアルバイトをしたラジオ局でディスクジョッキーをしている。アシュレーにパワーを託して引退。
キャサリン・ヒラード/ピンクレンジャー（ピンクレーサー）
高校の卒業式では卒業生代表としてスピーチを担当。卒業後はエンジェルグローブ高校で教育実習生をしており、ジャスティンのクラスでアップルビーの補佐をしている。キャシーにパワーを託して引退し、元々の夢であるバレエの勉強のためにロンドンに留学する。
セオドア・ジェイ・ジャービス・ジョンソン/2代目レッドレンジャー（レッドレーサー）
通称はT.J。野球選手を志す大柄の青年。元プロ野球選手だった父の友人を頼りにエンジェルグローブに向う途中でトミーを救った勇気ある行動により新リーダー・レッドレンジャーに任命される。シリーズ初の黒人リーダー。
メインライター交代前に書かれた脚本に登場したマイケルという名前のキャラクターが前身となっている。
カルロス・ヴァラーツ/2代目グリーンレンジャー（グリーンレーサー）
サッカー好きの青年。ヒスパニック系。街の人々をモンスターから救おうとした勇敢な行動からアダムよりグリーンレンジャーを託される。
当初はレッドレンジャーとなることが予定されていた。
アシュレー・ハモンド/2代目イエローレンジャー（イエローレーサー）
ファッションデザイナーを志す白人の少女。活発で勝気な性格の持ち主。街の人々を救おうとした勇敢な行動からターニャよりイエローレンジャーを託される。なお、前々作にも、一度モブキャラとして登場している。
初期の脚本での名称はミッシー。
キャシー・チャン/2代目ピンクレンジャー（ピンクレーサー）
歌手を志す東洋系の少女。ストーンキャニオンに向かう途中でトミーとキャサリンを救ったことによりピンクレンジャーを託される。格闘技が得意。ファントムレンジャーに恋心を抱く。

### 協力者
ブルーコマンダー（シグナルマン）
近未来からやってきた警官ロボット。近未来に起きる悪の軍団の結託とそれ対抗する手段をディミトリアに知らせる為に現れたが、データが破損したため、ディバトックスのみがその情報を知ることとなる。
八つの銀河系を守っていた正義のロボットとして知られているが、ルールに厳しく融通が利かない面もある。普段は交通違反の取締りなどをしている。ダークスペクターの軍団の襲撃を受けたゾードンを救うため、エルター星にディミトリアと共に向かった。本来の海外名称は「ブルー・センチュリオン」。
ファントムレンジャー（VRVマスター）
エルター星からやってきた謎の戦士。透明になる能力を持ち、なぜか時間が止まっていても行動することができる。レスキューメガゾードをレンジャーたちに与えた。銃を装備しており、胸のパワールビーがパワーの源だが、弱点でもある。
ディミトリア
ゾードンの後任としてレンジャーをサポートする、白い衣装に身を包んだ女性。インクィリス星人で常に「ではないか?」「しては?」と疑問系で会話を行う（インクィリス星の言語が疑問系であるため）。終盤においてダークスペクターの軍団の襲撃を受けたゾードンを救うため、エルター星にブルーコマンダーと共に向かった。行方不明になった双子の姉妹がいる。
次作『パワーレンジャー・イン・スペース』の企画段階ではパワーレンジャー達に新しい拠点となる宇宙ステーションを与えることが予定されていた。
アルファ6
アルファ5に代わるレンジャーのサポートロボット。自称、「アルファシリーズ最高傑作」。口癖は「ヨーヨーヨー」。
ゾードン
ディミトリアに後を託して自らの故郷であるエルター星にアルファ5と共に戻る。トミーたちとT.Jたちのパワーを引継ぎにも立ち会った。エルター星を襲撃したダークスペクターに捕らえられてしまう。
ロッキー・デザントス
2代目MMPRレッドレンジャーにして、ジオレンジャー3・ブルーだった青年。映画版での負傷から完治はしていないが、退院して卒業式に出席した。ジャスティンを正式な後継者とし、高校卒業後は空手教室の仕事に専念することにした。
ロボットレンジャー
ある日突然にT.J・カルロス・キャシー・アシュレーと入れ替わっていたロボットたち。レンジャーに変身することもできる。そのことに気がついたジャスティンを恐怖させるが、ジャスティン自身もロボットであった。彼らはエルター星でゾードンによって開発されたロボットで、実戦に耐えられるかテストされていた（ジャスティンは自分がロボットであるという記憶を封印されて実験を行われていた）。テストを終えた彼らはエルター星に去っていった。
ノル・クイスト
NASADAの司令官。レンジャーたちが宇宙に旅立つのに必要なスペースシャトルを提供した。パワーレンジャー・イン・スペースにも数回登場し、レンジャーたちに協力した。

### 一般人
バルクとスカル　
シリーズではおなじみの凸凹コンビ。エルガーの変身レーザーによってチンパンジーにされてしまう（その猿に役者が声を当て喋っていた。ただし、人間には通じない）。猿になった彼らは元に戻ろうと様々な行動を起こすが思わぬ騒ぎを引き起こしてしまう、という展開だったが、その後に巨大化魚雷が着弾した際に漏れたガスで透明人間になった後、しばらくして元に戻る。元に戻ってからは様々な仕事に就いては失敗してクビになるパターンをほぼ毎回繰り返していた。
- この時期、彼らを主役にしたテレビドラマが企画されていたが、実現しなかった。

ストーン
前作から引き続いて登場。探偵を廃業した彼は、アマゾンへ旅立ったアーニーに代わり、ジュースバーの店長となった。愛称は警部。
序盤では猿になったバルクとスカルの飼い主になり、2匹の起こした騒動のとばっちりに遭い続けていた。彼らが人間に戻った後は彼らに仕事を何度か紹介した。
ダグ・スティワート
ジャスティンの父親。仕事の都合でジャスティンを施設に預け、離れて暮らしている。後半で新しい仕事先を見つけてエンジェルグローブに戻って来たが、仕事のプロジェクトに参加するために街を離れなければならなくなる。しかし、ジャスティンの気持ちを考え、仕事を断ることを決める。パワーレンジャー・イン・スペースにも登場。
ウォーレン
ジャスティンと共にカーレースに出場した少年。当初はジャスティンに悪口を言っていたが、エルガーから自分の車に爆弾を仕掛けられて車が暴走してしまった際に、ジャスティンから救助されて、和解し、後にジャスティンに「今度、車の作り方を教えて欲しい」と伝え、夢の車を製作する約束した。
レジー
ジュニアと共にジャスティンのテストをカンニングしようとして、廊下に起立させられ、非常ベルを悪戯した。その後、ジャスティンに自身も両親と共に住んでいないことを明かし、非常ベルを悪戯したことを反省した。その後、ジャスティンから勉強を教わることになり、彼の友人になる。
ジュニア
レジーの相棒で、黒人の青年。
ジェニー・ハンター
ストーン警部の姪。初期の設定ではアシュレーという名前で、パワーレンジャーのメンバーになることが予定されていた。

### 敵
ディバトックス
軍団を率いる女ボス。派手な衣装を身に纏っている。目から怪光線を出し、舌を伸縮できる。映画版で結婚式をパワーレンジャーに潰された復讐をするため、地球に留まっていた。強欲かつワガママな性格で目的のためには手段を選ばないが、意外とドジ。エルガーは甥にあたる。序盤では何かと爆弾を使った作戦に拘っていた。ディミトリアと何らかの関係があることが示唆されていたが、明らかにはなっていない。通称「ディバおばさん」。
次作『パワーレンジャー・イン・スペース』の企画段階ではレギュラーとして登場することが予定されていた。
- 玩具 - 5インチのアクションフィギュアが発売された。

ライゴグ（ガイナモ）
副船長。腕力に物を言わせる性格であるが不器用。
- 玩具 - 5インチのアクションフィギュアが発売された。

エルガー（ゼルモダ）
ディバトックスの甥で、剣が武器。原作のゼルモダとは違い間抜けな性格。泳げないのにもかかわらず、余計な発言をしてディバトックスに海に沈められることが多い。
- スーツは劇場版でキオドブラザーズが新造した物が使われており、原作とは造形が異なっている。
- 玩具 - 5インチのアクションフィギュアが発売された。

ポルト（グラッチ）
科学者。1度は自分の才能が潰されてしまうと思い組織を抜け出したが、また組織に戻って来た。その後、パワーレンジャー・イン・スペースの第1話に登場しているが、それ以降の出番はない。
ハボック将軍（リッチリッチハイカー教授）
ディバトックスの弟。独自のロボット戦闘員を操る。100年前にディバトックスから要塞スペースベースの建造を頼まれており、完成したスペースベースを運びに地球にやって来た。そして、自らが製作したメタルザウルスを使ってパワーレンジャーに勝利し、ターボゾードを奪うことに成功するが、レスキューゾードには勝つことができず、メタルザウルスを破壊された後、「新型のメタルザウルスでまた来る」と言い残して去っていった。
ママD
ディバトックスとハボック将軍の母親でエルガーの祖母。失敗続きのデイバトックスの枕元に現れ、一族の恥さらしと罵倒した。彼女が助言を求めると、リーダーであるトミーを狙えと助言する。その助言に従って彼女がトミーを捕らえると、トミーを苦しめるために後悔と破滅の渦へ続く扉を開く。しかし、T.Jとキャシーにより、トミーは救出されてしまったために作戦は失敗。その夜、ディバトックスの枕元に現れ、役立たずだと罵倒した。
戦闘員ピラナトロン
半魚人のような姿の戦闘員。パワーレンジャー・イン・スペース、パワーレンジャー・ロスト・ギャラクシーにも登場している。
エリート戦闘員（ワンパー）
ハボック将軍配下のロボット戦闘員で、言葉も話せる。白衣を着た科学者タイプもいる。第25話や第34話にも登場し、ターボメガゾードを操縦したり、マニアック・メカニックの作ったバトルカーを運転していた。
- 玩具 - 5インチのアクションフィギュアが発売された。

## メカニック
ターボゾード（レンジャービークル）
劇場版でディバトックスとマリゴルに対抗するためにゾードンが生み出したゾード。大きさは乗用車と同じ程度であり、合体時に巨大化する。コクピットは映画では新規に作られていたが、テレビシリーズでは原作と同じ。
レッドライトニング（レッドビークル）
レッドレンジャーのゾード。メガゾードの頭部を構成する。
マウンテンブラスター（ブルービークル）
ブルーレンジャーのゾード。メガゾードの胴体を構成する。
デザートサンダー（グリーンビークル）
グリーンレンジャーのゾード。メガゾードの右足を構成する。
デューンスター（イエロービークル）
イエローレンジャーのゾード。メガゾードの左足を構成する。
ウインドチェイサー（ピンクビークル）
ピンクレンジャーゾード。メガゾードの腕を構成する。
ターボメガゾード（RVロボ）
ターボゾードが合体したゾード。合体コードは「激走合体」。ターボメガゾード・サーベルが武器。必殺技はサーベルを手にした状態で高速回転して切り裂くローリングスラッシュ（RVソード・激走斬り）。映画のみ脚部に装備されたターボジェットの噴射を利用して相手に突撃し、サーベルで切り裂くターボスライサーという技を使用した。44話でゴールドゴイルに破壊された。
ロボレーサー（サイレンダー）
ブルーコマンダーのゾード。巨大なパトカーからロボットに変形する。変形コードは「スタンドアップ・ロボレーサー」。巨大な手錠で相手の動きを封じる。胸から出すビームと両腕のナイフが武器。
レスキューゾード（VRVマシン）
メタルザウルスに破れ、ターボゾードを敵に奪われたレンジャーたちにファントムレンジャーが与えたゾード。それぞれが人型（VRVファイター）に変形することが出来る。
ライトニング・ファイヤーテイマー（Vファイヤー/ファイヤーファイター）
レッドレンジャーのゾード。放水機能を持つ。メガゾードの頭部を構成する。
サイレン・ブラスター（Vポリス・ポリスファイター）
ブルーレンジャーのゾード。メガゾードの胴体を構成する
サンダー・ローダー（Vダンプ/ダンプファイター）
グリーンレンジャーのゾード。荷台から鉄球を転がして相手を転倒させることが出来る。メガゾードの左足を構成する。
スター・レーサー（Vドーザー/ドーザーファイター）
イエローレンジャーのゾード。メガゾードの左足を構成する。
ウィンド・レスキュー（Vレスキュー/レスキューファイター）
ピンクレンジャーのゾード。注射器型のミサイルを発射する。メガゾードの腕を構成する。
レスキューメガゾード（VRVロボ）
レスキューゾードが合体した巨大ロボ。合体コードはターボゾードと同じ。パワーバズーカとパワーバルカンを合わせて発射するアーティリ・パワーが必殺武器。44話でゴールドゴイルを倒すために自爆するが、効果はなかった。
レスキューターボメガゾード（天下の浪速ロボスペシャル）
ノクターン伯爵の攻撃でレスキューメガゾードの胴体とターボメガゾードの両手両足が破壊されたため、残ったパーツで合体したゾード。アーティリィ・パワーが武器。
ターボレスキューメガゾード
玩具のみのゾード。レスキューターボメガゾードの胴体にターボメガゾードの両手両足が合体したゾード。
アーティラリー（ビクトレーラー）
レスキューゾードとパワーバズーカ、パワーバルカンを保管している移動基地。
レッドカート（レッドスピーダー1）
レッドレンジャーのカート。
ブルーカート（ブルースピーダー2）
ブルーレンジャーのカート。
グリーンカート（グリーンスピーダー3）
グリーンレンジャーのカート。
イエローカート（イエロースピーダー4）
イエローレンジャーのカート。
ピンクカート（ピンクスピーダー5）
ピンクレンジャーのカート。
コマンダー・サイクル（ポリスピーダー）
ブルーコマンダーのバイク。
ライトニングクルーザー（ペガサスサンダー）
伝説の意思を持った車。飛行能力を持ち、レーザーを放つ。レッドレンジャーが運転する。最終回でディバトックスに捕らわれてしまうが、後にジャスティンとスペースレンジャーの活躍で解放された。
ストームブラスター（ドラゴンクルーザー）
ライトニングクルーザー同様意思を持った車。相手をチェーンで捕縛できる。ブルーレンジャーが運転する。最終回でディバトックスに捕らわれてしまうが、後に脱走し、ジャスティンとスペースレンジャーに助けを求めた。
サブクラフト
ディバトックスの宇宙船であり本拠地。モンスターを巨大化させるための魚雷を発射する。水中に潜伏していたが、スペースベース完成後はその内部にドッキングしている。
スペースベース（バリバリアン）
ディバトックスがハボック将軍に作らせた宇宙要塞。
バトルカー（エグゾスター）
マニアック・メカニックの作った戦闘車両。アシュレーにレンチで解体された。
メタルザウルス（ブレーキング）
ハボック将軍が製作した巨大メカ。眼から放つ光線と尻尾から発する電撃が武器。強靭な装甲を持ち、パワーレンジャーのありとあらゆる攻撃が通用せず、圧倒的なパワーでターボメガゾードを攻撃、電撃でコンピューターを狂わせて行動不能にして奪った。奪ったゾードの技術で強化されて街を襲撃。高層ビルを破壊するがレスキューゾードの力で撃退された後、さらに強化され、胸にキャノン砲などが追加されて登場。レスキューメガゾードにより破壊された。8インチのフィギュアが開発されたが、発売されなかった。
テラーゾード（ノリシロン12）
ディバトックスのゾード。ポルトが組み立てた。最後のパーツが組み込まれる前にテストパイロットのエルガーが勝手に出撃してしまい、地球に到着するとロボレーサーと戦いこれを圧倒。駆けつけたレスキューゾードとも戦う。斧でゾードを圧倒し、破壊寸前まで追い詰めるが、最後のパーツが外れていたため、動きが止まった挙句片腕が外れてしまったことにより退却。38話では修理されて再登場。ミスター・グーとともにゾードと戦うが、戦闘中に彼の絵具がかかってしまい、ラクダになってしまった。
イーグルゾード（スカイギギューン）
ディバトックスが操縦するゾード。飛行能力を持つ。くちばしから発する光線が武器。レスキューゾードと戦い、これを追い詰めるが、コントロールパネルを組み立てたエルガーのミスで暴走してディバトックスが乗り物酔いになったために退却。その後、キャットゾードのリモコンにコントロールされて再登場。レスキューゾードを追い詰めるが破壊された。
シャークゾード（マリンザブーン）
ポルトが操縦する。海の中でレスキューゾードと戦い、それを戦闘不能にするが、ロボレーサーに動きを封じられ、T.Jたちが乗り換えたターボゾードの攻撃を受けてポルトは退却。地球に放置されていたが、キャットゾードのリモコンで再起動し、レスキューゾードを追い詰めるが破壊された。
キャットゾード（ランドズズーン）
ライゴグが操縦する。他の2体を操作するリモコンが組み込まれている。3体のゾードでレスキューゾードを追い詰めるが、オーバーヒートを起こして発生したエネルギーをレスキューゾードに吸収されてしまい、T.Jの操縦するターボゾードとの合体攻撃で他の2体共々倒された。

## パワーレンジャーの装備、他
ターボ・モーファー（アクセルチェンジャー）
ラルゴの金色の鍵に似せて作られた変身ブレス。「シフト・イントゥーターボ」と叫んで鍵を挿入し、それぞれのターボゾード名を叫んで変身する。ただし、パワー名を叫んだのはトミーたちだけで、T.Jたちは叫ばずに変身している。変身を解除する時は「ターボダウン」と叫ぶ。最終回で失われたかと思われたが、ストームブラスターの内部にブルーレンジャーのブレスのみ残っていた。その後、パワーレンジャー・ワイルドフォースの34話でもT.Jが再び使用している。
オートブラスター（オートブラスター）
ターボレンジャーが装備している銃。後部を引っ張り、タービンを開くと威力が倍増する。
ターボソード（バイブレード）
ターボレンジャーが装備している剣。柄の下部のグリップを引っ張ると破壊力がアップする。
ターボナビゲーター（カーナビック）
探索機。姿を消した敵や爆弾を探すのに使用。オートーレーザーと合体させて使うことも出来る。
ターボ・R.A.M（ギガフォーミュラー）
共通武器型のフォーミュラー。
ライトニングソード（フェンダーソード）
レッドレンジャーの個人武器である剣。
ハンド･ブラスター（マフラーガン）
ブルーレンジャーの個人武器である銃。
サンダーキャノン（エンジンキャノン）
グリーンレンジャーの個人武器であるキャノン砲。
スターチャージ（サイドナックル）
イエローレンジャーの個人武器である打撃用の武具。
ウィンドファイヤー（バンパーボウ）
ピンクレンジャーの個人武器である弓。
フォーミュラー・モビライザー（フォーミュラーノバ）
武器が合体したバズーカ砲。最終話ではゴールドゴイルの口の中で自爆、それを倒すことに成功した。
タービンレーザー（ブースターキャノン）
ディミトリアがT.Jたちに与えた武器。ストームブラスターに装着も可能。
センチュリオン・シナイザー（シグナイザー）
ブルーコマンダーの武器。ブラスターと警棒として使える。

## キャスト

### レギュラー・準レギュラー
- トミー・オリバー（英語版）/初代レッドレンジャー - ジェイソン・デビッド・フランク（日本語吹替 - 荻原秀樹）
- ジャスティン・スティワート/ブルーレンジャー - ブレーク・フォスター（英語版）（久保田恵）
- アダム・パーク/初代グリーレンジャー - ジョニー・ヨング・ボッシュ（川中子雅人）
- ターニャ・スローン/初代イエローレンジャー - ナギア・ブリース（英語版）（大塚瑞恵）
- キャサリン・ヒラード/初代ピンクレンジャー - キャサリン・サザーランド（英語版）（金月真美）
- セオドア・ジェイ・ジャービス・ジョンソン/2代目レッドレンジャー - セルウィン・ウォード （岸祐二）
- カルロス・ヴァラーツ/2代目グリーンレンジャー - ロジャー・ヴェラスコ（滝下毅）
- アシュレー・ハモンド/2代目イエローレンジャー - トレーシー・リン・クルーズ（宮島依里）
- キャシー・チャン/2代目ピンクレンジャー - パトリシア・ジャ・リー（藤原美央子）
- ブルーコマンダーの声 - デヴィッド・ウォルシュ（下山吉光）
- ファントムレンジャーの声 - アレックス・ドッド（遊佐浩二）
- ディミトリア - キャロル・ホイト（松谷彼哉）
- アルファ6の声 - カテリーナ・ルアチーニ（土屋利秀）
- バルク - ポール・シュリアー（大山昇）
- スカル - ジェイソン・ナーヴィー（川中子雅人）
- ジェローム・ストーン - グレック・ブロック（長嶝高士）
- ノル・クイスト - ジョン・マッギー（乃村健次）
- ディバトックス - キャロル・ホイト（1 - 25）[注釈 3]→ヒラリー・シェパード・ターナー（26 -） （寺内よりえ）
- ライゴグの声 - アレクシス・ラング（河相智哉）
- エルガーの声 - デヴィッド・ウマンスキー（遊佐浩二）
- ポルトの声 - スコット・ページ＝パグター（長嶝高士）
- ハボック将軍の声 - トム・ワイナー→リチャード・カンシーノ（堀川仁）

### ゲスト出演者
カッコ内は出演話数。
- ゾードン（1 - 3、19、44）   - ウィストン・リチャード /声 - ボブ・マナハン（齋藤龍吾）
- アルファ5の声（1 - 3、19）  - リチャード・ウッド（松井紀子）
- ロッキー・デサントス（1・2） - スティーブ・カーデナス（中嶋一星）
- アップルビー（1・2、11） -  ロイズ・ヘロン（藤原あかり）
- ラルゴの声（2・3） - アレクシス・ラング（中嶋一星）
- キャプラン（2・3、28、40） -  ヘンリー・キャノン（齋藤龍吾）
- ダグ・スチュアート - マイケル・カニンガム（土屋利秀）
- エミリー(9) - レズリー・テシカ（松谷彼哉）
- 男の子(10) - 不明（秋葉秋）
- ピーボディ(10) - ジョン・マッギー（河野智之）
- マントル(11) - クリスティーナ・アナパウ（松谷彼哉）
- レジー(12) - 不明（遊佐浩二）
- ジュニア(12) - 不明（下山吉光）
- ジェニー・ハンター(15) - ナンシー・デ・マヨ[19] （相田さやか）
- ママD （18・19）- キャロル・ホワイト（火野カチコ）
- 女生徒(20) - 不明（山門久美）
- ニコ(22 - 24) - 不明（菊池いづみ）
- 警備員(23) - ドン・イエンヤン（河相智哉）
- エリュータン(35) - ブロック・ベネディクト（宇和川恵美）
- ビッキー(36) - バレット・スワテック（河本明子）
- オーウェン(37) - マイク・レイン（私市淳）
- ジェフ(37) - 不明（根本央紀）
- サッカー部コーチ(37) - 不明（丸山純路）
- ジェスロ(38) - 不明（成田剣）
- ヒース(39) - ヒリヤード・ゲス（鳥海浩輔）
- ボビー(42) - 不明（落合弘治）
- グレンダ(42) - トレイシー・パチェコ （浅野まゆみ）
- マンディ(42) - カーリー・フォスター（柚木涼香）
- TVレポーター(44) - 不明（山川亜弥）

### スーツアクター・スタント
- レッドレンジャー[20] -  前田浩
- レッドレンジャー[2]、ブルーレンジャー -  小池達郎
- レッドレンジャー[21]、ブルーレンジャー[22]、グリーンレンジャー[21]、ファントムレンジャー 、戦闘員ピラナトロン[21]、 シャドーブルーレンジャー[23]- 本間崇寛
- ブルーレンジャー [24]- 宮崎 高春
- ブルーレンジャー（スチール）- デヴィッド・リー・ブラウン
- グリーンレンジャー、戦闘員ピラナトロン-飯塚吉夫
- イエローレンジャー[25]、ピンクレンジャー[25] 、シャドーイエローレンジャー- 横山和博
- イエローレンジャー[26]、ピンクレンジャー、戦闘員ピラナトロン - 野口彰宏
- イエローレンジャー[27] ピンクレンジャー[26]、シャドーピンクレンジャー- 帯金伸行
- ファントムレンジャー [28] -ルーク・ラフォンティーヌ
- ファントムレンジャー （バンダイアメリカトイコマーシャル）[29] - ソニー・シソン
- アルファ6[30]、アルファ5[30]  - ドネニ・キストラー
- ライゴグ[30] - エド・ニール
- エルガー（第16話まで）[30] - ダニー・ウェイン・スタルカップ
- エルガー（第17話以降）[30] - ケニー・グレイソン
- エルガー[31] - ダニー・ローガン
- その他スタント - 中村忠弘、デビィッド・ウォルド他

## スタッフ
- 製作総指揮 - ハイム・サバン、シュキ・レヴィ
- プロデューサー - ジョナサン・ヅァクワー
- 共同プロデューサー - ポール・F・ローゼンタール、アン・ナップ（1 - 16)
- スーパーバイジング・プロデューサー - ダグラス・スローン（1 - 16）、スコット・ページ＝パグター
- ストーリーエディター - ダグラス・スローン（1 - 16）、チップ・リン（17 -）、ジャッキー・マーチャンド（補佐）
- 撮影 - イアン・ローゼンバーグ、ショーン・マクリーン
- 音楽プロデューサー - ケネス・バーゴマスター、ジム・クショナリー、ポール・ゴードン、ジェレミー・スウィート、イノン・ジュール、ロン・ワッサーマン
- 音楽 - シュキ・レヴィ、クッサ・マーチ
- アクション監督 - 坂本浩一
- セカンドユニット監督 - 坂本浩一、横山誠
- ADRディレクター - スコット・ページ＝パグター、デヴィッド・ウォルシュ
- 助監督 - ラリー・リットン、クリス・アウアー
- プロダクション・デザイナー - ユダ・アッコ（1 - 16）、エレン・グリーンバーグ（17 - 25）、ジュリー・ボルダー(26 -)
- キャスティング - ジュリー・アシュトン、アリックス・スローン、クリッターズ・フィルム（動物タレント）
- 原作 - 八手三郎
- 制作 - ルネサンス・アトランティック・エンターテイメント、東映、MMPRプロダクションズ
- 製作・配給 - サバン・エンターテイメント、サバン・インターナショナル、Foxキッズ・ワールドワイド（第20話 - ）

### 日本語版制作スタッフ
- 演出 - 鍛治谷功
- 翻訳 - 中村紀美子
- 調整 - 長井利親
- 制作担当 - 三木恵子
- 製作 - 遠藤雅義、古玉國彦
- 監修 - 鈴木武幸、髙寺成紀
- 配給 - 東映
- 制作 - 東映、ムービーテレビジョン

## 主題歌
「Power Rangers Turbo Go」
作詞 - シュキ・レヴィ、クッサ・マーチ、シェリル・サバン/作曲 - ロン・ケナン、ジェレミー・スウィート、ロン・ワッサーマン/歌 - スーパー・パワー
エンディングではインストを使用。

## 各話リスト
| 話数 | サブタイトル                       | サブタイトル                        | 登場モンスター | 監督                       | 脚本                                   | 放送日         |
| 話数 | 邦題                               | 原題                                | 登場モンスター | 監督                       | 脚本                                   | 放送日         |
| ---- | ---------------------------------- | ----------------------------------- | --- | -------------------------- | -------------------------------------- | -------------- |
| 1    | 発進!ターボパワーI                 | Shift into Turbo Part I             | ― | ダグラス・スローン         | ダグラス・スローン                     | 1997年 4月19日 |
| 2    | 発進!ターボパワーII                | Shift into Turbo Part II            | ― | ダグラス・スローン         | ダグラス・スローン                     | 4月26日        |
| 3    | 発進!ターボパワーIII               | Shift into Turbo Part III           | アンケビトール（MMモグー） （声 - ボブ・パーペンブルック/吹替 - 中嶋一星）                                                                                    | ダグラス・スローン         | ダグラス・スローン                     | 4月30日        |
| 4    | 影の恐怖                           | Shadow Rangers                      | クロマイト （声 - ケン・メルクス/吹替 - 河相智哉） シャドウレンジャー （声 ・吹替 - 本物と同じ）                                                              | チップ・リン               | マーク・ホフマイヤー                   | 5月1日         |
| 5    | 決死のメッセージャー               | Transmission Impossible             | ビスロン（マックス/KKエス） （声 - デヴィッド・ウォルシュ/吹替 - 竹若拓磨）                                                                                   | アル・ウィンチェル         | バーバラ・A・オリバー トニー・オリバー | 5月2日         |
| 6    | ポルトの反乱                       | Rally Ranger                        | ― | アル・ウィンチェル         | ジャッキー・マーチャンド               | 5月5日         |
| 7    | 理由なき暴走                       | Built for Speed                     | デーモンレーサー（YYビンゴ/YYゴンザ） （声 - トム・ファーン/吹替 - 河相智哉）                                                                                 | チップ・リン               | ラルフ・ソル                           | 5月6日         |
| 8    | 憂うつなバースデイ                 | Bicycle Built for the Blues         | ビッグ・ゲップラー（LLオネネ） （声 - ブライアン・シッダール/吹替 - 中澤やよい）                                                                              | チップ・リン               | シェル・ダニエルソン                   | 5月7日         |
| 9    | ウソの数だけ敵がいる               | The Whole Lie                       | マウスピース（NNネレンコ） （声 - エズラ・ワイズ/吹替 - 荻原秀樹）                                                                                            | アル・ウィンチェル         | マーク・リットン                       | 5月8日         |
| 10   | 古代エジプトの呪い                 | Glyph Hanger                        | ファラオ（QQキュータン） （声 - ジョン・C・ハイク/吹替 - 河野智之）                                                                                           | ポール・シュリアー二世     | スティーブン・J・ウェラー              | 5月9日         |
| 11   | 不吉なナンバー                     | Weight and See                      | ナンバー（PPラッパー） （声 - エズラ・ワイズ/吹替 - 土屋利秀）                                                                                                | ポール・シュリアー二世     | ピーター・ウェル・ウィル               | 5月12日        |
| 12   | 非常ベルが止まらない               | Alarmed and Dangerous               | ブレジネーター（暴走消防車） （声 - リチャード・エプカー/吹替 - 下山吉光）                                                                                    | ポール・シュリアー二世     | ブレッド・D・ボーン                    | 5月13日        |
| 13   | 法と正義                           | The Millennium Message              | テラテウス（UUウーリン） （声 - エディ・フライアーソン/吹替 - 河相智哉）                                                                                      | ラリー・リットン           | マーク・リットン                       | 5月17日        |
| 14   | 勝利のファインプレー               | A Drive to Win                      | エレクトロボルト（エレキンタ） （声 - トム・ワイナー/吹替 - 長嶝高士）                                                                                        | ラリー・リットン           | ジャッキー・マーチャンド               | 5月19日        |
| 15   | 地獄のシンフォニー                 | Cars Attacks                        | ウォルフガング・アマデウス・グリラー（BBドンパ） （声 - ピーター・グリーンウッド/吹替 - 田中正彦）                                                            | チップ・リン               | ダグラス・スローン                     | 5月20日        |
| 16   | ミクロレンジャーの冒険I            | Honey, I Shrunk the Rangers Part I  | グリーンミクロン（CCチャッコー） （声 - マイケル・ソリッチ/吹替 - 堀越真己）                                                                                  | チップ・リン               | シェル・ダニエルソン                   | 5月21日        |
| 17   | ミクロレンジャーの冒険II           | Honey, I Shrunk the Rangers Part II | グリーンミクロン（CCチャッコー） （声 - マイケル・ソリッチ/吹替 - 堀越真己）                                                                                  | 坂本浩一                   | シェル・ダニエルソン                   | 9月9日         |
| 18   | パワーを継ぐ者I                    | Passing the Torch Part I            | フレマイト（OOオーパ） （声 - デヴィッド・ウマンスキー/吹替 - 長嶝高士） プトラポッド                                                                         | シュキ・レヴィ             | シュキ・レヴィ シェル・ダニエルソン    | 9月10日        |
| 19   | パワーを継ぐ者II                   | Passing the Torch Part II           | フレマイト | シュキ・レヴィ             | シュキ・レヴィ シェル・ダニエルソン    | 9月11日        |
| 20   | 魔女のジャケット                   | Stitch Witchery                     | デリーシャ（ZZゼリ） （人間体 - フォーブス・ライリー/吹替 - 喜田あゆみ）                                                                                      | ブレア・トルー             | ジャド・リン                           | 9月12日        |
| 21   | 運命のニュー・マシン               | The Wheel of Fate                   | ドレットフェザー（WWワリッチョ） （声 - スティーブ・クレイマー/吹替 - 河相智哉）                                                                              | ブレア・トルー             | ジャッキー・マーチャンド               | 9月15日        |
| 22   | さまよえるディバトックス           | Trouble by the Slice                | マッド・マイク・ザ・ピザ（XXミレーノ） （声 - アリ・ロス/吹替 - 川中子雅人）                                                                                  | ユーリ・アレクサンダー     | ジャド・リン                           | 9月16日        |
| 23   | 謎のファントムレンジャー           | The Phantom Phenomenon              | ― | ブレア・トルー             | ジャド・リン                           | 9月17日        |
| 24   | 消えたエンジェル・グローブ         | Vanishing Act                       | トランスルシター（AAアバンバ） （声 - ケン・メルクス/吹替 - 柳沢栄治）                                                                                        | ユーリ・アレクサンダー     | ジョン・フレッチャー                   | 9月18日        |
| 25   | 世界が凍るとき                     | When Time Freezes Over              | クロックスター（TTテルリン） （声 - リチャード・カンシーノ/吹替 - 飛田展男）                                                                                  | ユーリ・アレクサンダー     | ジャド・リン                           | 9月19日        |
| 26   | メガゾード絶体絶命I                | The Darkest Day Part I              | メタルザウルス | スティーブ・マーコヴィッツ | ジョン・フレッチャー                   | 9月22日        |
| 27   | メガゾード絶体絶命II               | The Darkest Day Part II             | メタルザウルス | スティーブ・マーコヴィッツ | ジャド・リン                           | 9月23日        |
| 28   | 来襲!悪のメガゾードI               | Clash of the Megazords Part I       | メタルザウルス | スティーブ・マーコヴィッツ | ジャド・リン                           | 9月25日        |
| 29   | 来襲!悪のメガゾードII              | Clash of the Megazords Part II      | クロスパッチ（ZZギューリー） （声 - グレン・マクドゥーガル/吹替 - 齋藤龍吾） メタルマングラー （声 - ブライアン・シッダール/吹替 - 大山昇）                   | スティーブ・マーコヴィッツ | ブレッド・D・ボーン                    | 9月26日        |
| 30   | 忍びよるロボット・レンジャー       | The Robot Ranger                    | フラッシュヘッド（FFムンチョリ） （声 - ポール・ピストーレ/吹替 - 伊藤栄次） ボルト・マイスター（CCパッチョーネ） （声 - マイケル・ソリッチ/吹替 - 河相智哉） | ラリー・リットン           | ジョン・フレッチャー                   | 10月3日        |
| 31   | 願いのコインI                      | Beware the Third Wish               | エビルウィッシャー（GGボーン） （声 - トム・ファーン / 吹替 - 岡和男） ワイルド・ウィーダー（BBコイヤ） （声 - デヴィッド・ウマンスキー/吹替 - 古澤徹）       | ラリー・リットン           | ジャド・リン                           | 10月17日       |
| 32   | 願いのコインII                     | The Gardener of Evil                | ワイルド・ウィーダー | ラリー・リットン           | ジャド・リン                           | 10月20日       |
| 33   | 炎のハイパー・ドライブ             | Fire in Your Tank                   | トーチ・タイガー（UUウッス） （声 - ボブ・パーペンブルック/吹替 - 緒方愛香）                                                                                  | スティーブ・マーコヴィッツ | ジョン・フレッチャー                   | 10月30日       |
| 34   | 白熱!メカニック・バトル            | The Turn of the Wretched Wrench     | マニアック・メカニック（MMシューリスキー） （声 - ウィリアム・バトラー/吹替 - 大黒和広）                                                                      | スティーブ・マーコヴィッツ | ジョン・フレッチャー                   | 10月31日       |
| 35   | 森の精エリュータン                 | Spirit of the Woods                 | ロード・リッター（EEムスビノフ） （声 - エズラ・ワイズ/吹替 - 吹替 - 徳山靖彦）                                                                               | スティーブ・マーコヴィッツ | ジャド・リン                           | 11月3日        |
| 36   | 悪魔にささげる歌                   | The Song of Confusion               | クラッシュ（SSパマーン） （人間体 - ピーター・ケニー / 吹替 - 小森創介） クリープス（暴走戦隊ゾクレンジャー） （声 - カーク・ソーントン/吹替 - 遊佐浩二）     | ブレア・トルー             | ジョン・フレッチャー                   | 11月7日        |
| 37   | 不幸なアクシデント                 | The Accident                        | テラーゾード（ノリシロン12） | ブレア・トルー             | ジョン・フレッチャー                   | 11月10日       |
| 38   | 愛しのジェットソン                 | Cassie's Best Friend                | テラーゾード ミスター・グー（PPチープリ） （声 - デイヴ・マロウ/吹替 - 武藤与志則）                                                                           | ブレア・トルー             | ジョン・フレッチャー                   | 11月11日       |
| 39   | 勝利をバットにかけて               | The Curve Ball                      | ストライクアウト（HHデーオ） （声 - マイケル・マコノヒー/吹替 - 成田剣）                                                                                      | ローレンス・L・メシオン    | ジャド・リン                           | 11月12日       |
| 40   | 吸血鬼カルロス                     | Carlos and the Count                | ノクターン伯爵（OOバットン） （声 - トム・ファーン / 吹替 - 多田野曜平）                                                                                      | ローレンス・L・メシオン    | ジョン・フレッチャー                   | 11月13日       |
| 41   | スーパー・ストロング・ジャスティン | Little Strong Man                   | イーグルゾード | リバティ・ゴールドマン     | ジャッキー・マーチャンド               | 11月14日       |
| 42   | 恋の火花                           | The Rival Rangers                   | シャークゾード | ジャド・リン               | ジャド・リン                           | 11月17日       |
| 43   | 宅配便泥棒                         | Parts and Parcel                    | キャットゾード イーグルゾード シャークゾード | リバティ・ゴールドマン     | ジョン・フレッチャー                   | 11月18日       |
| 44   | 決戦!そして宇宙へ・・・・I         | Chase into Space Part I             | ゴールドゴイル（エグゾス＝スーパーストロング） （声 - トム・ワイナー/吹替 - 乃村健次）                                                                        | ジャド・リン               | ジャド・リン                           | 11月21日       |
| 45   | 決戦!そして宇宙へ・・・・II        | Chase into Space Part II            | ― | ジャド・リン               | ジャド・リン                           | 11月24日       |

## 映像ソフト化

### 北米
Power Rangers Turbo(DVD)
第1巻は2014年4月1日に発売。第2巻は同年6月3日に発売。リリースはシャウト・ファクトリー!
Power Rangers From Mighty Morphin to Lost Galaxy(DVD)
『MMPR』から『ロストギャラクシー』までを収録したDVDセット、2012年8月6日発売。リリースはシャウト・ファクトリー!、タイム・ライフ。
Power Rangers Seasons Four - Seven(DVD)
『ジオ』から『ロストギャラクシー』まで収録したDVDセット。2013年7月30日発売。リリースはシャウト・ファクトリー!。

### 日本
パワーレンジャー・ターボ：全11巻（VHS、レンタルのみ。2か国語収録、クローズドキャプション対応）
2000年3月10日から2001年1月12日にかけてリリースされた。リリースは東映ビデオ。